# サーリフ・オムルタク
サーリフ・オムルタク（Salih Omurtak、1889年‐1954年）は、トルコの軍人。1946年から1949年まで、第4代トルコ共和国参謀総長を務めた。最終階級は、「オルゲネラル」 (Orgeneral、大将)。

## 来歴
オスマン帝国のセラーニクに生まれる。1907年9月20日にオスマン帝国陸軍士官学校を歩兵科首席で卒業し、歩兵少尉に任官した。1910年8月13日に陸軍大学を首席で卒業して参謀大尉になり、参謀本部第三課で参謀の実習をした。1911年2月12日から1914年1月8日まで、イエメン総軍司令部にて、参謀補、伝令将校、第一課長を務めた。1914年にイスタンブールの陸軍参謀本部第三課に戻った後、同年2月18日、第一軍団に参謀として配属された。1915年2月7日に第二軍に参謀として配属された後、1917年6月29日に、第四軍団に参謀として配属された。この間、ヨーロッパ戦線視察のため、ドイツに派遣され、1917年12月27日に、軍事派遣団の一員としてブレスト・リトフスク会談に参加した。1918年6月28日に第五軍作戦課長に、同年6月8日には東部軍集団作戦課長に任命された。同年8月12日に第三軍参謀長補に、10月31日に総司令部第一課長、1919年1月11日に陸軍省首席副官となった。
1920年1月1日に任務のためイスタンブールからアンカラを訪れた際、そのまま居残り、トルコ大国民議会の部隊を指揮してトルコ独立戦争に参加することになった。独立戦争終盤には第61歩兵師団の司令官を務めた。1926年に少将、1930年に中将に昇進。1940年からは大将に昇進して第1軍司令官を務めた。
1946年8月、辞任したキャーズム・オルバイの後任として第4代参謀総長に就任し、1949年6月8日まで務めた。退任後、軍事最高評議会のメンバーに再任され、1950年7月6日に依願により退役した。アンカラで死去し、アンカラ空軍殉職者墓地に埋葬された。遺体はのちにトルコ国家墓地に改葬された。